# Brahmaea saifulica
Brahmaea saifulica är en fjärilsart som beskrevs av De Freina och Thomas Joseph Witt 1982. Brahmaea saifulica ingår i släktet Brahmaea och familjen Brahmaeidae. Inga underarter finns listade i Catalogue of Life.